# Okręgowe rozgrywki w piłce nożnej woj. warmińsko-mazurskiego (2024/2025)
Okręgowe rozgrywki w piłce nożnej województwa warmińsko-mazurskiego prowadzone są przez Warmińsko-Mazurski Związek Piłki Nożnej, rozgrywane są na czterech poziomach ligowych z podziałem na grupy.
Drużyny z województwa warmińsko-mazurskiego występujące w ligach centralnych i makroregionalnych:
- Ekstraklasa – brak
- I liga – brak
- II liga – Olimpia Elbląg
- III liga – Stomil Olsztyn, GKS Wikielec, Polonia Lidzbark Warmiński

Rozgrywki okręgowe
- IV Liga (V poziom rozgrywkowy)
- Klasa Okręgowa – 2 grupy (VI poziom rozgrywkowy)
- Klasa A – 4 grupy (VII poziom rozgrywkowy)
- Klasa B – 4 grupy (VIII poziom rozgrywkowy)

## IV liga
| Lp. | Drużyna                   | M  | Z  | R  | P  | Bramki | Bramki | Różn. | Pkt | Uwagi                     | Bezpośrednio |
| --- | ------------------------- | -- | -- | -- | -- | ------ | ------ | ----- | --- | ------------------------- | ------------ |
| 1   | Znicz Biała Piska (M) (A) | 30 | 20 | 7  | 3  | 82     | 26     | +56   | 67  | Awans do III ligi         |              |
| 2   | Start Nidzica (B)         | 30 | 20 | 5  | 5  | 69     | 34     | +35   | 65  | Baraże o awans            |              |
| 3   | Tęcza Biskupiec           | 30 | 19 | 4  | 7  | 68     | 31     | +37   | 61  |                           |              |
| 4   | Rominta Gołdap            | 30 | 16 | 8  | 6  | 68     | 35     | +33   | 56  |                           |              |
| 5   | Sokół Ostróda             | 30 | 14 | 7  | 9  | 73     | 47     | +26   | 49  |                           |              |
| 6   | DKS Dobre Miasto          | 30 | 14 | 6  | 10 | 65     | 37     | +28   | 48  |                           |              |
| 7   | Concordia Elbląg          | 30 | 12 | 11 | 7  | 51     | 42     | +9    | 47  |                           |              |
| 8   | Mrągowia Mrągowo          | 30 | 13 | 6  | 11 | 58     | 52     | +6    | 45  |                           |              |
| 9   | Granica Kętrzyn           | 30 | 12 | 7  | 11 | 52     | 52     | 0     | 43  |                           |              |
| 10  | Mamry Giżycko             | 30 | 12 | 6  | 12 | 51     | 62     | −11   | 42  |                           |              |
| 11  | Olimpia II Elbląg         | 30 | 9  | 5  | 16 | 47     | 62     | −15   | 32  |                           |              |
| 12  | Pisa Barczewo (B)         | 30 | 8  | 7  | 15 | 46     | 62     | −16   | 31  | Baraże o utrzymanie       |              |
| 13  | Mazur Ełk (B)             | 30 | 8  | 6  | 16 | 44     | 68     | −24   | 30  | Baraże o utrzymanie       |              |
| 14  | Jeziorak Iława (S)        | 30 | 5  | 5  | 20 | 33     | 85     | −52   | 20  | Spadek do klasy okręgowej |              |
| 15  | Stomil II Olsztyn (S)     | 30 | 3  | 7  | 20 | 30     | 96     | −66   | 16  | Spadek do klasy okręgowej |              |
| 16  | Olimpia Olsztynek (S)     | 30 | 3  | 7  | 20 | 35     | 91     | −56   | 16  | Spadek do klasy okręgowej |              |

## Baraże o IV ligę
- Mazur Ełk - Czarni Olecko 1:4/4:1 po dogr., k. 5:4
- Pisa Barczewo - Ossa Biskupiec Pomorski 2:1/3:0

## Klasa okręgowa

### grupa I
- awans: GKS Stawiguda
- spadek: Iskra Narzym, MKS Korsze, Perkun Orżyny

### grupa II
- awans: Drwęca Nowe Miasto Lubawskie
- spadek: Unia Susz, Olimpia III Elbląg, Wel Lidzbark

## Baraże o klasę okręgową

### Wstępne
- Cresovia Górowo Iławeckie - Olimpia III Elbląg 	3:0 (wo)
- Gwardia Szczytno - Czarni Rudzienice 1:1 po dogr., k. 1:4

### Główne
- Cresovia Górowo Iławeckie - Błękitni Stary Olsztyn 3:1/5:2
- Iskra Narzym - Mazur Pisz 0:7/0:3 (wo)
- Gwardia Szczytno - Wałsza Pieniężno  5:1/2:2
- Unia Susz - Radomniak Radomno 2:2/0:3

## Klasa A

### grupa I
- awans: Mazur Wydminy, Mazur Pisz
- spadek: Jurand Barciany, Łyna Sępopol, MKS Ruciane-Nida

### grupa II
- awans: KS Tyrowo
- spadek: Zagłada Lisów, Zalew Frombork, Piast Wilczęta

### grupa III
- awans: Warmia Olsztyn
- spadek: GLKS Jonkowo, GKS Gietrzwałd/Unieszewo

### grupa IV
- awans: MKS Działdowo, Radomniak Radomno
- spadek: Osa Ząbrowo, Vel Dąbrówno

## Baraże o utrzymanie w klasie A

### I runda
- MKS Jeziorany - Jurand Barciany 3:2 po dogr.
- Zagłada Lisów - Osa Ząbrowo 2:1

### Finał
- MKS Jeziorany - Zagłada Lisów 3:1

## Klasa B

### grupa I
- awans: Reduta Bisztynek, Salęt Boże

### grupa II
- awans: Barkas Tolkmicko, Żabianka Żabi Róg

### grupa III
- awans: Pisa II Barczewo, Gwardia II Szczytno

### grupa IV
- awans: Torpeda Rożental, Iskra Smykówko

## Wycofania z rozgrywek
Concordia II Elbląg, Avista Łążyn, Kormoran Bynowo, Jeziorak II Iława, Mini Soccer Academy Mrągowo, Łyna II Sępopol, APD Działdowo, Grunwald II Gierzwałd

## Nowe zespoły
Znicz II Biała Piska, Polonia II Pasłęk, Potok Weklice, Omulew II Wielbark, Perkun II Orżyny, Zryw Jedwabno, Drwęca II Nowe Miasto Lubawskie, Czarni II Rudzienice